# Lotus subdigitatus
Lotus subdigitatus är en ärtväxtart som beskrevs av Raymond Boutique. Lotus subdigitatus ingår i släktet käringtänder, och familjen ärtväxter. Inga underarter finns listade i Catalogue of Life.